# Ruhrpott AG
Die Ruhrpott AG (RAG) war eine deutsche Hip-Hop-Gruppe aus Bochum.

## Geschichte
RAG ging aus zwei schon vorher im Ruhrgebiet und darüber hinaus aktiven Hip-Hop-Crews hervor: Filo Joes (mit den beiden MCs Pahel, der vorher u. a. Gitarrist der Band Die Kassierer war, und Galla) und Raid (MC Aphroe und DJ Mr. Wiz). Mr. Wiz stammt nicht direkt aus Bochum, sondern aus Oberhausen, Aphroe kommt ursprünglich aus Herne. Beide Gruppen mischten zu Beginn der 1990er Jahre in der Hip-Hop-Szene mit; Raid sind unter anderem auf dem Sampler Die Klasse von ’95 vertreten, sowie fester Bestandteil der Allstar-Formation "La Familia" (Raid, Curse, Stieber Twins, Tatwaffe (Die Firma), STF und Busy).
Auf Jams und anderen Events stießen Raid und Filo Joes dann öfter aufeinander. Sie stellten fest, dass sie eine ähnliche Mentalität verbindet und entschlossen sich, unter dem Namen „Ruhrpott AG“ gemeinsam Musik zu machen. Als eines der ersten Stücke, das allerdings erst auf dem zweiten Album P.O.T.T.E.N.T.I.A.L veröffentlicht wurde, entstand die Ur-Version von Tief im Westen.
1998 erschien das Debüt-Album Unter Tage über Peter Sreckovics Label Put Da Needle To Da Records, der als FastForward auch als MC bei STF und La Familia aktiv war. Die zehn Titel wurden fast alle von DJ Wiz produziert; an den Beats beteiligten sich auch FastForward, Aphroe, sowie Funky Chris von Too Strong. Features gab es von Der Lange (Too Strong), Creutzfeld & Jakob und Chriss Krass.
Drei Jahre später wurde das zweite und letzte Album P.O.T.T.E.N.T.I.A.L. veröffentlicht, das ausschließlich von Wiz produziert worden war. Als Gäste traten Profan 78 und die Sängerin E-One auf.
Nach zwei gemeinsamen LPs gingen die RAG-Mitglieder getrennte Wege. Pahel (Natur des Menschen, produziert von Monroe) Galla (Swing Kid produziert von Illfated Tree) und Aphroe (90) veröffentlichten auf verschiedenen Labels Soloalben. Michael Galla starb 2011.
Im Februar 2018 spielten RAG das erste Konzert seit 13 Jahren.

## Diskografie

### Alben
- 1998: Unter Tage (LP/CD, Put Da Needle To Da Records / EFA)
- 1998: Unter Tage DJ Instrumentals (LP, Put Da Needle To Da Records / EFA)
- 2001: P.O.T.T.E.N.T.I.A.L. (LP/CD, Put Da Needle To Da Records / Motor)
- 2018: Unter Tage (20 Jahre Jubiläums Edition 2xLP / Vinyl Digital)

### Singles
- 1998: Kopf Stein Pflaster (12", aus Unter Tage)
- 1998: Unter Tage / Kreuzwortfeuer (12", aus Unter Tage)
- 2000: Nix Is (MCD/12")
- 2001: Ragtime (MCD/12", aus P.O.T.T.E.N.T.I.A.L.)
- 2001: Pro & Contra (MCD/12", aus P.O.T.T.E.N.T.I.A.L.)
- 2000: Roey Marquis II. feat. RAG: Eiszeit (MCD/12")
- 1999: Roey Marquis II. Remixe: RAG/Stieber Twins/Skillz en masse (MCD/12")

## Sonstiges
Am 10. September 2020 erschien der Film We Almost Lost Bochum von Julian Brimmers und Benjamin Westermann, der die Geschichte der HipHop-Band nacherzählt. Es kommen neben den Band-Mitgliedern auch Künstler wie Jan Delay, Curse, Kool Savas und Marteria zu Wort.
In einem Deutschlandfunk-Interview äußerte sich Mit-Regisseur Julian Brimmers zum Filmtitel: „Der Titel nimmt Bezug auf [den alten Soul-Klassiker] „We Almost Lost Detroit“ von Gil Scott Heron und Brian Jackson (…).“ Dieser Song behandelt den Unfall mit partieller Kernschmelze im Kernkraftwerk Monroe (Michigan) vom 5. Oktober 1966.
Zentrale Leitmotive - für Detroit (Gil Scott Heron und Brian Jackson) die Angst vor Verlust einer ganzen Stadt bzw. Region durch die Auswirkungen eines Atomunfalls, für Bochum (Ruhrpott AG) der tatsächliche Verlust eines Menschen (Michael Galla als Mitglied der Ruhrpott AG) - werden durch den Austausch des Stadtnamens (Bochum für Detroit) vom Song auf den Film bzw. zwischen beiden jeweils vom Strukturwandel getroffenen Regionen referenziert. Brimmers hierzu: „Das klingt ein bisschen merkwürdig, aber gleichzeitig spiegelt es [Inhalt des Song-Titels] halt doch total wieder, was im Film, [sic] die Leitthemen sind: Verlust, Regionalität, auch sich abkapseln von der alten Heimat – das schwingt da alles mit.“